# Kaukaska Dywizja Grenadierów
Kaukaska Dywizja Grenadierów (ros. Кавказская гренадерская дивизия) – związek taktyczny piechoty armii Imperium Rosyjskiego.
Dowództwo stacjonowało w Tyflisie.

## Struktura organizacyjna
Organizacja w 1914
- 1 Brygada Grenadierów (Tyflis)
  - 13 pułk grenadierów
  - 14 pułk grenadierów
- 2 Brygada Grenadierów (Tyflis)
  - 15 Tyfliski pułk grenadierów
  - 16 pułk grenadierów
- Kaukaska Grenadierska Brygada Artylerii